# 에마누엘라 파코토
에마누엘라 파코토(이탈리아어: Emanuela Pacotto, 1965년 6월 7일 ~ , 이탈리아 밀라노)는 이탈리아의 여자 성우로, 많은 애니메이션 더빙을 맡았다.

## 영화

### 텔레비전 애니메이션
- 원자베티 (Betty Barrett/Atomic Betty) (2nd voice)
- 앨빈과 슈퍼밴드 (Alvin Seville)
- 드래곤볼 (부르마 (드래곤볼) (츠루 히로미))
- 용용나라로 떠나요 (Emmy)
- 야채극장 베지테일 (Madame Blueberry)
- 별나라 친구 올리 (Aunt Polieanna)
- 닥터 슬럼프 (Akane Kimidori (en:Kazuko Sugiyama, en:Hiroko Konishi))
- 아이들의 장난감 (Mami Suzuki (Azusa Nakao))
- Magical DoReMi (Onpu Segawa (시시도 루미))
- 피치피치핏치 (피치피치핏치의 등장인물 목록 (en:Mayumi Asano))
- 베리베리 뮤우뮤우 (Corina Bucksworth)
- 마이 리틀 포니: 우정은 마법 (Twilight Sparkle)
- 나루토 (하루노 사쿠라 (en:Chie Nakamura))
- 원피스 (만화) (Nami (오카무라 아케미))
- 포케몬
- 소녀혁명 우테나 (Utena Tenjō (카와카미 토모코))
- Sonic the Hedgehog (Young Sally Acorn)
- 유희왕 5D's (Misty Tredwell)
- 슬레이어즈 (en:Lina Inverse)[1]
- Bleach (이노우에 오리히메)[1]

### 극장 애니메이션
- 코드 기아스 반역의 를루슈 (Leila Malkal (사카모토 마아야))
- One Piece Movies (Nami (오카무라 아케미))
- 극장판 포켓몬스터: 뮤츠의 역습 (Jessie of Team Rocket (Megumi Hayashibara))
- 극장판 포켓몬스터: 루기아의 탄생 (Jessie of Team Rocket (Megumi Hayashibara))
- 극장판 포켓몬스터: 결정탑의 제왕 앤테이 (Jessie of Team Rocket (Megumi Hayashibara))
- 극장판 포켓몬스터: 세레비 시간을 초월한 만남 (Jessie of Team Rocket (Megumi Hayashibara))
- 극장판 포켓몬스터: 물의 도시의 수호신 라티아스와 라티오스 (Jessie of Team Rocket (Megumi Hayashibara))
- 극장판 포켓몬스터 AG: 뮤와 파동의 용사 루카리오 (Jessie of Team Rocket (Megumi Hayashibara))

### 비디오 게임
- 바이오하자드: 오퍼레이션 라쿤시티 (클레어 레드필드)
- Elsword.it: Ara Haan